# Kansas Pazifik
Kansas Pazifik (Originaltitel: Kansas Pacific) ist ein US-amerikanischer Western aus dem Jahr 1953 von Ray Nazarro mit Sterling Hayden und Eve Miller in den Hauptrollen. Der Film wurde von Allied Artists produziert.

## Handlung
1860 liest Cal Bruce, Bauleiter der Kansas Pacific Railroad, von den Unruhen, die in Kansas City ausbrechen, nachdem Abraham Lincoln zum Präsidenten gewählt wurde. Als Cal und sein Ingenieur Smokestack gezwungen sind, die Lokomotive wegen eines Gleisbruchs anzuhalten, werden sie von Janus, Stone und Max beschossen, drei Sympathisanten der Konföderierten, die versuchen, die Fertigstellung der Eisenbahn zu verhindern. Als Reaktion darauf schickt Cal ein Telegramm an den Eigentümer der Gesellschaft, Sherman Johnson, der sich mit General Scott vom United States Army Corps of Engineers in Washington, D.C., berät. Obwohl Scott keine Truppen nach Kansas schicken kann, weil sich die Armee auf den drohenden Bürgerkrieg vorbereitet, schickt er den Ingenieur Captain John Nelson verdeckt als zivilen Aufseher, weil die Armee plant, die Eisenbahn zur Mobilisierung von Truppen und Munition zu nutzen. Cal, seine Tochter Barbara, Smokestack und der Heizer Gus Gustavson, die alle in einem an den Zug angehängten Waggon leben, sind bestürzt, als sie ein Telegramm erhalten, dass Nelson zur Überwachung des Projekts geschickt wird, und glauben, dass Johnson versucht, Cal, einen 20-jährigen Veteranen bei der Eisenbahn, zu ersetzen. Smokestack drängt die Bruces jedoch, Johnsons Urteil zu vertrauen.
Am nächsten Tag kommt Nelson in Rockwood an und greift ein, als drei Männer den Südstaaten-Sympathisanten William Quantrill ohne Provokation angreifen. In dieser Nacht trifft sich Quantrill heimlich mit seinen Männern Janus, Max, Stone und Morey und weist sie an, bei der Eisenbahn anzuheuern und dann den Bau zu sabotieren, um die Sache der Konföderierten zu unterstützen. Quantrills Männer sind unter den vielen, die sich am nächsten Tag zur Arbeit melden. Nelson stellt auch den Jäger Joe Farley als Wachmann ein. Die Bauarbeiten an der Eisenbahn werden wieder aufgenommen, aber Barbara bleibt Nelson gegenüber misstrauisch. Als einer von Quantrills Männern einen anderen Arbeiter absichtlich stolpern lässt und beinahe einen schweren Unfall verursacht, entlässt Nelson ihn unverzüglich. Cal erkennt die Weisheit in Nelsons Handeln und unterstützt in dieser Nacht, nachdem er Barbara versichert hat, dass er an Nelsons gute Absichten glaubt, dessen Plan, Bohrtürme zu bauen, um beim Verlegen der schweren Gleise zu helfen. Barbara telegrafiert ihrem Büroleiter Casey in der Stadt, um die Vorräte zu bestellen, ohne zu wissen, dass Quantrill die Telegrafenleitung abhört. Als der Zug mit Vorräten und Dynamit ankommt, inszenieren Janus und Max zur Ablenkung eine Schlägerei. Ein Scharfschütze, der sich hinter einem Vorgebirge versteckt, schießt auf das Dynamit, wodurch es explodiert und einen Arbeiter tötet.
Nelson gibt den verängstigten Arbeitern den Rest des Tages frei, aber viele kündigen trotzdem. Am Abend bittet Nelson Barbara, zu ihrer eigenen Sicherheit in die Stadt zu ziehen, aber sie weigert sich, bis er ihr verrät, dass die Eisenbahn im bevorstehenden Krieg für die Unionsarmee von entscheidender Bedeutung sein wird. Quantrill plant, die Lokomotive in die Luft zu jagen, und schickt seine Bande los, um Dynamit aus einem Lagerhaus zu stehlen. Obwohl sie einen Wachmann niederschlagen und den Sprengstoff stehlen, kommt der Wachmann lange genug wieder zu sich, um einen Warnschuss abzugeben, so dass die drei Männer fliehen. Nelson jagt sie allein zu Pferd und schnappt sich, nachdem er einen Mann getötet hat, die mit Dynamit gefüllte Satteltasche und verfolgt die anderen beiden bis zu einem Saloon. John findet die Männer beim Kartenspielen und droht, auf ihre Satteltaschen zu schießen, wodurch er sie beunruhigt und sie dazu bringt, den Inhalt preiszugeben. Er lässt sie verhaften und verkündet den übrigen Gästen, bei denen es sich hauptsächlich um ehemalige Eisenbahnangestellte handelt, dass er sie bei Rückkehr zur Arbeit zu doppeltem Lohn wieder einstellen wird. Die Männer nehmen das Angebot begeistert an.
Am nächsten Morgen transportieren Nelson und Gus die Lohnliste der Eisenbahngesellschaft mit dem Zug, müssen jedoch anhalten, weil Felsbrocken die Gleise blockieren. Gus wird getötet und Smokestack verwundet, als Quantrills Männer das Feuer auf sie eröffnen. Die Schießerei geht weiter, bis Nelson Smokestack befiehlt, die Felsbrocken mit dem Zug beiseite zu schieben. Als sich der Zug dem Versteck der Gesetzlosen nähert, wirft Nelson eine brennende Dynamitstange und tötet die Gesetzlosen bei der Explosion. Während die Arbeiten an der Eisenbahn fortgesetzt werden, wird der Sheriff eines Nachts getötet, als Quantrills Männer aus dem Gefängnis ausbrechen. Janus will den Tod seiner Freunde rächen, aber Quantrill entwickelt einen neuen Plan, bei dem sie die Züge mit Kanonen der Konföderiertenarmee angreifen. Als die Gleise der Kansas Pacific fertiggestellt sind, verschifft die US-Armee eine Ladung Munition, aber der Zug und sein Inhalt werden durch Quantrills Kanonenfeuer zerstört. Nelson befiehlt, sofort neue Gleise zu verlegen, und erhält von Scott über Lieutenant Stanton der Unionsarmee ein persönliches Schreiben, in dem er darüber informiert wird, dass in Kürze ein weiterer Zug voller Munition und Truppen eintreffen wird. Nelson ersinnt einen Plan, um einen weiteren Hinterhalt zu verhindern, und befiehlt Joe, seine Wachen zusammenzutrommeln.
Als Quantrill und seine Männer am nächsten Tag das Feuer auf den Truppenzug eröffnen, tauchen Soldaten auf und entdecken ihre eigenen Kanonen, mit denen sie das Feuer erwidern. Nelson schickt seine Truppe los, um Quantrills Männer anzugreifen, Joe wird während des Gefechts verwundet. Nelson tötet Janus und verhaftet Quantrill, woraufhin er dem Zug signalisiert, seine Reise fortzusetzen. Später besiegeln Nelson und Barbara ihre neue Romanze mit einem Kuss, und er verspricht, nach dem Krieg zu ihr zurückzukehren.

## Hintergrund
Gedreht wurde der Film im Juli 1952 auf der Iverson Movie Ranch in Sonora.
Andrew V. McLaglen arbeitete als Regieassistent. Musikalischer Direktor war Marlin Skiles.

## Synchronisation
Die deutsche Synchronfassung entstand 1992 im Auftrag der Arena Synchron unter der Dialogregie von Peter Wesp, der auch das Dialogbuch verfasste.
| Rolle           | Schauspieler    | Deutscher Synchronsprecher |
| --------------- | --------------- | -------------------------- |
| Cpt. Nelson     | Sterling Hayden | Ernst Meincke              |
| Barbara Bruce   | Eve Miller      | Evelyn Maron               |
| Cal Bruce       | Barton MacLane  | Gerd Holtenau              |
| Smokestack      | Harry Shannon   | Dietmar Richter-Reinick    |
| Gus Gustavson   | Tom Fadden      | Klaus Jepsen               |
| Quantrill       | Reed Hadley     | Lothar Hinze               |
| Janus           | Douglas Fowley  | Karl Schulz                |
| Lt. Stanton     | Robert Keys     | Ortwin Speer               |
| Casey           | Irving Bacon    | Harry Wüstenhagen          |
| Morey           | Myron Healey    | Helmut Gauß                |
| Joe Farley      | James Griffith  | Matthias Klages            |
| Stone           | Clayton Moore   | Ingolf Gorges              |
| Sherman Johnson | Jonathan Hale   | Eberhard Wechselberg       |
| Gen. Scott      | Roy Gordon      | Hans W. Hamacher           |
| Corvin          | Fred Graham     | Wolf Rüdiger Reutermann    |

Die Einleitung wurde von Herbert-Günther Schmidtke gesprochen.
Anmerkung: Die kursiv geschriebenen Namen sind Rollen und Darsteller, die nicht im Abspann erwähnt wurden.

## Veröffentlichung
Die Premiere des Films fand am 22. Februar 1953 statt. In der Bundesrepublik Deutschland kam er am 25. September 1953 in die Kinos, in Österreich im Juni 1954.

## Kritiken
Der Filmkritiken-Aggregator Rotten Tomatoes hat in einer Auswertung von über 1.000 User-Kritiken ein Publikumsergebnis von 33 Prozent positiver Bewertungen ermittelt.
Der Kritiker des TV Guide befand, der Film sei im Grunde nur ein hochbudgetierter B-Western.
Das Lexikon des internationalen Films schrieb: „Handlungsreicher historischer Western nach bekanntem Schema.“
Die Filmzeitschrift Cinema lobte die guten Actionszenen.